# 乌普兰-昂夸讷
乌普兰-昂夸讷（法語：Houplin-Ancoisne，法語發音：[uplɛ̃ ɑ̃kwan]）是法国上法蘭西大區北部省的一个市镇，位于该省中部偏南，属于里尔区和里尔欧洲都会区。该市镇由乌普兰（Houplin）和昂夸讷（Ancoisne）两村镇组成。

## 地理
乌普兰-昂夸讷（50°33'49"N, 3°0'6"E）面积6.48 平方千米，位于法国上法蘭西大區北部省，该省份为法国最北部的省份及最长的省份，西北濒北海，西接加来海峡省，南至埃纳省和索姆省，东与比利时接壤。
与乌普兰-昂夸讷接壤的市镇（或旧市镇、城区）包括：桑特、瑟克兰、瓦夫兰、贡德库尔、欧布尔丹、努瓦耶勒莱瑟克兰、埃姆兰。
乌普兰-昂夸讷的时区为UTC+01:00、UTC+02:00（夏令时）。

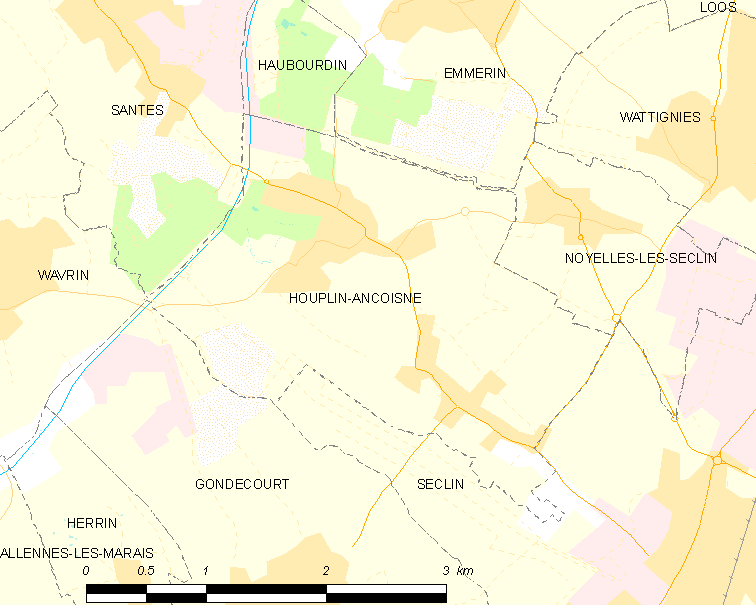
乌普兰-昂夸讷的OSM定位图

## 行政
乌普兰-昂夸讷的邮政编码为59263，INSEE市镇编码为59316。

## 政治
乌普兰-昂夸讷所属的省级选区为法什-蒂梅尼勒县。

## 人口

1962-2008年间乌普兰-昂夸讷人口变化图示

乌普兰-昂夸讷于2022年1月1日时的人口数量为3301人。